# عشاء الملك بلشاصر

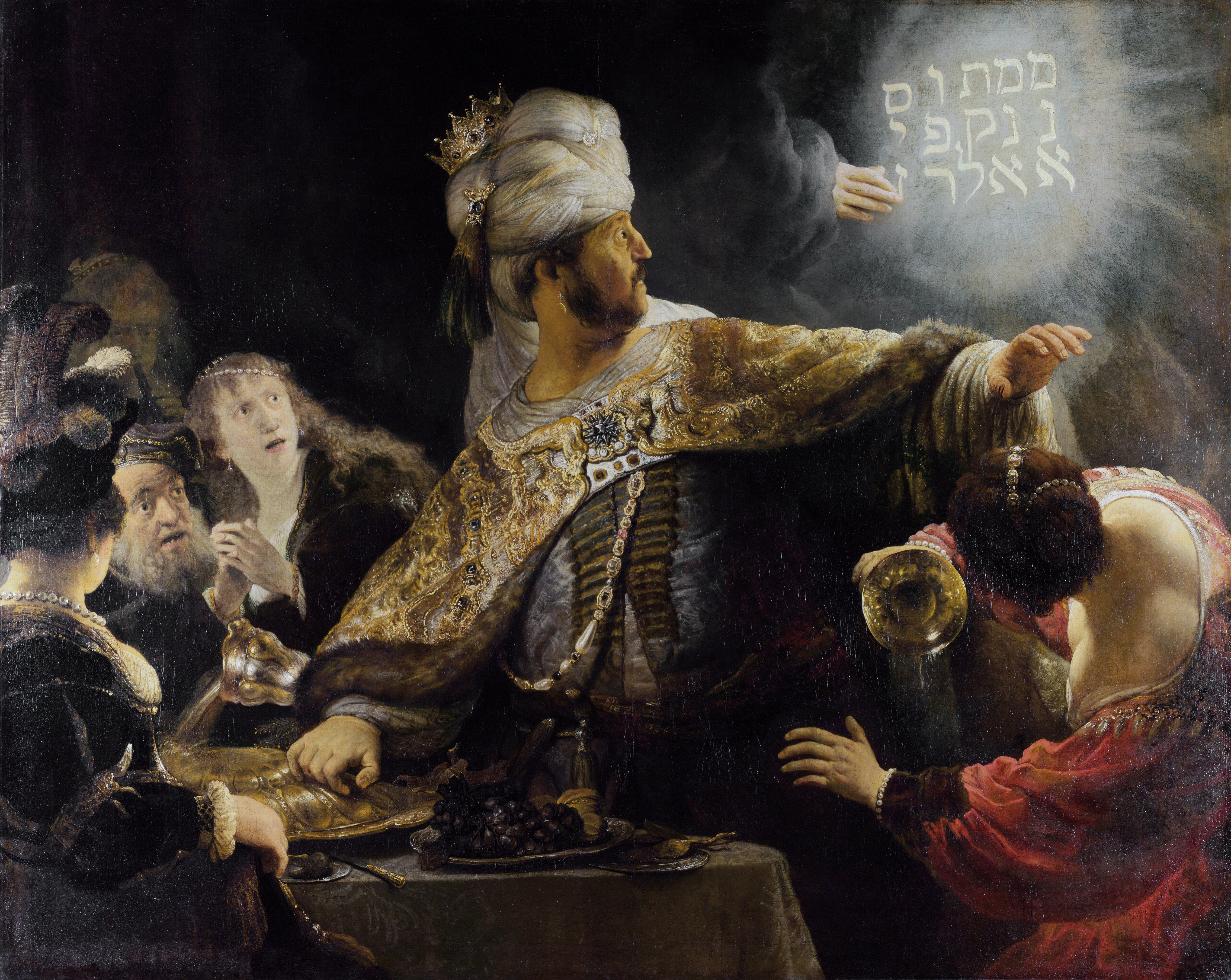
صورة من العرض المسرحي

عشاء الملك بلشاصر هي مسرحية دينية أُلفها الكاتب المسرحي الإسباني بيدرو كالديرون دي لا باركا في عام 1632.

## القصة
تقع أحداث المسرحية في مملكة بابل إبان القرن السادس قبل الميلاد التي تسرد القصة التوراتية لبلشاصر، ملك مملكة بابل وابن نابونيدوس الثاني، حيث كان يقيم حفلة صاخبة في قصره محطماً حينها أواني (مقدسة) سلبها والده سابقاً من معبد أورشليم. كتبَت يدٌ مجهولة رسالة غامضة على جدران القصر؛ رسالة ليس في مقدور كائناً من كان أن يفسرها سوى النبي دانيال الذي انتهره لفعلته وفسر الرسالة الغامضة وتنبأ بقرب حلول موته وسقوط مملكته.

## أبرز الأعمال التمثيلية
في القرن التاسع عشر، تم تمثيل «عشاء الملك بلشاصر» على خشبة المسرح في مسارح عدة، منها:
- مسرح باسيو دي لاس استاتواس، منتزه ريتيرو، مدريد، 1939. إخراج: لويس إسكوبار. فن تزيين مسرحي: بيكتور ماريا كورتيثو.

تمثيل: خوسيه فرانكو، خوسيه ماريا سيوانيه، مانويل روا، بلانكا دي سيلوس، خوسيفا ماريا أوليبا.
- المسرح الإسباني، مدريد، 1954.

إخراج: خوسيه تامايو.
فن تزيين مسرحي: سغرفريدو بورمان.
تمثيل: فرانثيسكو رابال، اسونثيون بالاغير، اسونثيون سانتشو، خوسيه بروغيرا، باسكوال مارتين، آنخل تيروون، خاثنتو مارتين، خوسيه لويث إيريذيا.
- كنيسة سان فرانثيسكو العظيم الملكية:

إخراج: خوسيه تامايو.
تمثيل: خوسيه ماريا روذيرو، خوان ريبو، ألفونسو غوذا، ماريسا دي ليثا، أمبارو بامبلونا، تشارو سوريانو، فرانثيسكو غريخالبو.